# Пласкинино
Пласки́нино (на руски: Пласкинино) е село в Раменски район, Московска област, Русия. Населението му през 2010 година е 311 души. Климатът в Пласкинино е умереноконтинентален (Dfb по Кьопен) с горещо и сравнително влажно лято и дълга студена зима. Село е разположено на брега на река Дорка.

## Население
| 1926 | 2002 | 2010 |
| ---- | ---- | ---- |
| 725  | 263  | 311  |